# Międzynarodowy Komitet Miar i Wag
Międzynarodowy Komitet Miar (CIPM, fr. Comité International des Poids et Mesures) – powołana przez Generalną Konferencję Miar (GKM) grupa metrologów zarekomendowanych przez sygnatariuszy Konwencji Metrycznej.
CIPM składa się z osiemnastu członków. Jednym z nich jest zawsze przedstawiciel Francji, która jest depozytariuszem Konwencji Metrycznej. Członkowie Komitetu są autorytetami w dziedzinie metrologii w swoich krajach i reprezentują wszystkie regiony geograficzne.
Komitet zbierający się przynajmniej raz na dwa lata nadzoruje działalność Międzynarodowego Biura Miar i Wag, powołuje Komitety Doradcze, a także przygotowuje projekty uchwał Generalnej Konferencji Miar.
Gwarancję wzajemnego uznawania przez państwa wyników pomiarów i wzorcowań stanowi "Porozumienie o wzajemnym uznawaniu państwowych wzorców jednostek miar oraz świadectw wzorcowania i świadectw pomiarów wydawanych przez krajowe instytucje metrologiczne", tzw. MRA (ang. Mutual Recognition of national measurement standards and of calibration and measurement certificates issued by national metrology institutes) opracowane przez CIMP.
Porozumienie podpisane zostało w Paryżu 14 października 1999 roku.